# Sebeos
Sebeos (arménsky: Սեբեոս) byl arménský historik ze 7. století. O autorovi je známo jen málo, podpis na usnesení církevního koncilu ve Dvinu z roku 645 zní „biskup Sebeos z Bagratunis“, není však jisté, že je to skutečně historik Sebeos. Je mu připisována Historie Herakleia. Zaznamenává události od konce 5. století do roku 661. První část začíná mytickým založením Arménie a legendou o Hajkovi. Poté se autor přesouvá ke vzpouře Vardana II. Mamikonjana v roce 572. Vypráví o bojích a spojenectvích Persie a Byzance. Závěrečná část vypráví o vzestupu nové politické a vojenské síly, Ismaelitů (tj. Arabů) po roce 622. Text je doveden až po islámské dobytí Arménie v roce 661. Text je jedním z nejlepších zdrojů o počátcích islámu.